# نمودار دینکین
در شاخه نظریه لی از ریاضیات، نمودار دینکین (به انگلیسی: Dynkin Diagram)، که به نام یوجین دینکین نامگذاری شده، نوعی گراف است که برخی از یال‌های آن دوتایی (مضاعف) یا سه‌تایی اند (به صورت پاره‌خط‌های دوتایی یا سه‌تایی رسم می‌شوند). نمودارهای دینکین در رده‌بندی جبرهای لی نیم-ساده روی میدان‌های بسته جبری، در رده‌بندی گروه‌های ویل و سایر گروه‌های انعکاسی متناهی و سایر زمینه‌ها ظهور پیدا می‌کند. خواص متنوعی از نمودار دینکین (همچون این که آیا یال‌های مضاعف دارند یا نه، و نوع تقارن‌هایشان)، با ویژگی‌های مهمِ جبرهای لی مربوط بهشان، در تناظر قرار می‌گیرند.
اصطلاح «نمودار دینکین» ممکن است ایجاد ابهام کند. برخی مواقع نمودارهای دینکین را جهت‌دار در نظر می‌گیرند، در چنین شرایطی این نمودارها با دستگاه ریشه‌ای و جبرهای لی نیم-ساده در تناظر قرار می‌گیرند، در حالات دیگری که این نمودارها به صورت بدون جهت استفاده شوند، در تناظر با گروه‌های ویل قرار می‌گیرند. در این مقاله، «نمودار دینکین» به معنای نمودار دینکین جهت‌دار در نظر گرفته شده و در غیر این صورت اصطلاح جهت‌دار به‌طور صریح ذکر خواهد شد.